# Amauris crawshayi
Amauris crawshayi is een vlinder uit de familie Nymphalidae, onderfamilie Danainae.
De wetenschappelijke naam van de soort is voor het eerst geldig gepubliceerd in 1897 door Arthur Gardiner Butler.